# Сигнал - на живо
Сигнал – на живо е четиринадесетият подред албум на българската рок група Сигнал. Албума съдържа изпълнения на живо на стари хитови песни на групата.

## Списък на песните
1. Интро
2. Любов
3. Липсваш ми
4. Сбогом
5. Приказен свят
6. В друго време, в друг свят
7. Зелени сигнали
8. Не искам
9. Спри се
10. Страх
11. Ангелски лица
12. Щастливец
13. Съжалявам
14. Може би
15. Да те жадувам
16. Сляп ден